# Asma Jahangir
Asma Jilani Jahangir (ourdou : عاصمہ جہانگیر, née le 27 janvier 1952 à Lahore et morte le 11 février 2018 dans la même ville) est une avocate et militante pakistanaise des droits de l'homme et des droits sociaux.
Elle a co-fondé et présidé la Commission des droits humains du Pakistan. Elle est connue pour avoir joué un rôle important dans le mouvement des avocats.
Elle est devenue la première femme à siéger en tant que président de la Cour suprême de l'Association du Barreau au Pakistan,. Elle a co-présidé le groupe de l'Asie du Sud au Forum des Droits de l'homme et a été vice-présidente de la Fédération internationale des ligues des droits de l'homme. Elle a reçu le prix Martin Ennals en 1995 et le prix des droits de l'homme des Nations unies en 2018.

## Biographie
Asma Jilani Jahangir est née dans une famille politiquement engagée. Son père, Malik Ghulam Jilani, est un fonctionnaire entré en politique dès la retraite. Il passe deux ans en prison, il est mis sous surveillance  à cause de son opposition aux dictatures militaires. Il dénonce le gouvernement pakistanais pour génocide au cours des actions militaires dans ce qui est aujourd'hui le Bangladesh (anciennement Pakistan oriental).
Sa mère, Begum Sabiha Jilani (1927-2012,) est scolarisée au Forman Christian College de Lahore, à une époque où peu de femmes musulmanes peuvent suivre l'enseignement supérieur. Begum Sabiha Jilani combat le système traditionnel. Elle crée sa propre entreprise de vêtements jusqu'à ce que ses terres familiales soient confisquées en 1967, à la suite des opinions et de la détention de son mari.
Dès son plus jeune âge, Asma Jilani Jahangir participe à des manifestations contre le régime militaire ainsi que contre la détention de son père par le président de l'époque, le père de Benazir Bhutto, Zulfikar Ali Bhutto, en 1972. Elle obtient sa licence à l'Université Kinnaird de Lahore, son diplôme de droit en 1978 et sa licence en droit (LLB) de l'Université du Penjab. Elle est également titulaire d'un doctorat de l'Université de Saint-Gall en Suisse.

## Militantisme
Elle passe sa carrière à défendre les droits de l'homme et les droits des femmes, droits des minorités religieuses et des enfants au Pakistan. Asma Jilani Jahangir est une fervente critique de l'Ordonnance Hudood et des lois sur le blasphème au Pakistan, mises en place dans le cadre du programme d'islamisation du général Muhammad Zia-ul-Haq. Elle est l'un des membres fondateurs de la Commission des droits humains au Pakistan. Elle est nommée secrétaire générale et, plus tard, présidente de l'organisation.
En 1980, Asma Jilani Jahangir, sa sœur Hina Jilani et d'autres militantes et avocates forment le premier cabinet d'avocates au Pakistan. La même année, elles fondent le Women's Action Forum (WAF), un groupe de pression contre la législation discriminatoire au Pakistan, notamment contre le projet de loi sur la preuve, où la valeur d'un témoignage d'une femme vaut la moitié de celui d'un homme, et de l'Hadood Ordonnances, où les victimes de viols doivent prouver leur innocence ou faire face à la punition. Le 12 février 1983, l'association du Punjab Women Lawyers de Lahore organise une manifestation publique contre le projet de loi sur la preuve, au cours de laquelle Asma Jilani Jahangir et d'autres participantes WAF reçoivent des bombes lacrymogènes, sont arrêtées par la police et battues.
La première manifestation WAF a cependant eu lieu en 1983, lorsque certaines femmes âgées de 25 à 50 ans sont descendues dans les rues pour protester contre la controverse du cas de Safia Bibi. En 1983, Safia, une jeune aveugle de 13 ans, est violée par ses employeurs. Enceinte, elle est emprisonnée, accusée de fornication (zina). Elle est condamnée à la flagellation, à trois ans d'emprisonnement et à une amende. Asma Jilani Jahangir défend Safia Bibi en appel. Le verdict est annulé par la Cour d'appel en raison de la pression et de protestations. En 1982, Asma Jilani Jahangir est surnommée « petite héroïne » après avoir mené une marche de protestation à Islamabad à l'encontre d'une décision prise par le président Zia-ul-Haq pour faire respecter les lois de la religion ; elle a déclaré : « les lois de la Famille [qui sont les lois de la religion] donnent aux femmes  peu de droits » et « Ils doivent être réformés parce que le Pakistan ne peut pas vivre dans l'isolement. Nous ne pouvons pas rester enchaînées, tandis que les autres femmes progressent.
En 1986, Asma Jilani Jahangir et Hina Jilani mettent en place l'AGHS, le premier centre d'aide juridique au Pakistan. La cellule AGHS à Lahore gère également un refuge pour les femmes, appelé « Dastak », entretenu par le secrétaire Munib Ahmed. Elle défend également les droits des minorités religieuses persécutées au Pakistan et s'oppose aux conversions forcées. Asma Jilani Jahangir fait campagne contre les violations des droits humains par le gouvernement et la police de la garde au Pakistan. Dans une lettre au New York Times, elle dit que « les femmes sont arrêtés, violées et agressées sexuellement, chaque jour, la présence de femmes gendarmes, qui se retrouvent sans défense dans de telles situations[incompréhensible] ».

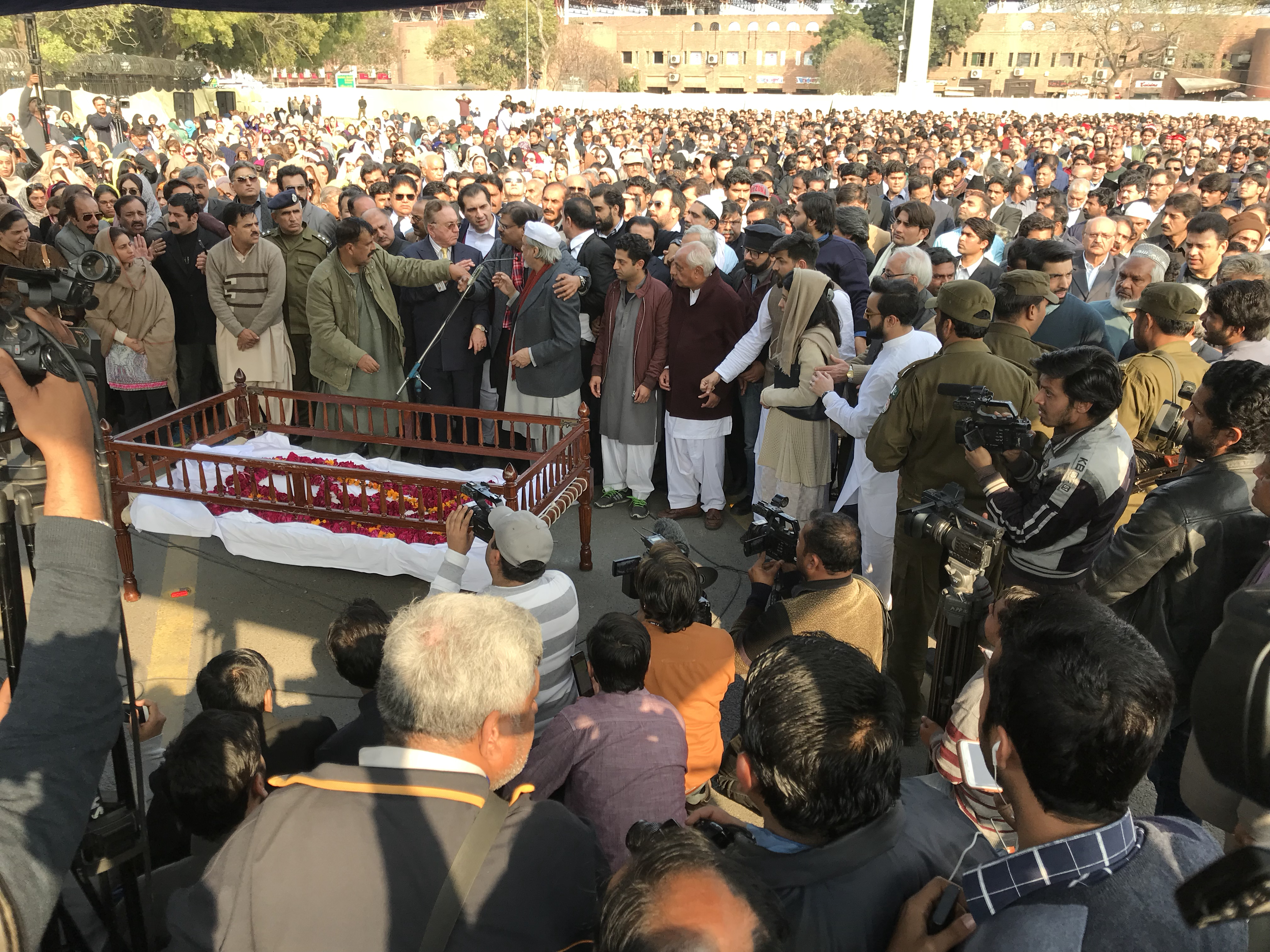
Funérailles à Lahore.

En 1996, la Haute Cour de Lahore a statué qu'une femme musulmane adulte ne pouvait pas se marier sans le consentement de son tuteur (wali). Les femmes, qui ont choisi leur mari, de façon indépendante, pourraient être contraintes d'annuler leur mariage. Les répercussions ont été mises en évidence par Asma Jilani Jahangir, qui a également défendu de tels cas (c'est-à-dire le cas de Saima Waheed) : « des centaines de personnes ont déjà été arrêtées. Cela va simplement ouvrir les vannes pour le harcèlement des femmes et des filles par leurs familles et les autorités. Les tribunaux ont sanctionné leur oppression. Des milliers d'autres seront touchés par cette mesure »[réf. nécessaire].
Asma Jilani Jahangir a exigé que le gouvernement de Pervez Musharraf améliore les droits humains à l'échelle nationale. En citant des exemples de violations des droits humains, elle a écrit : « Un inspecteur des impôts hindou s'est fait lyncher en présence du personnel de l'armée pour avoir prétendument fait une remarque sur la barbe d'un commerçant. Rapidement, le malheureux fonctionnaire gouvernement Hindou a été accusé d'avoir commis un blasphème »[réf. nécessaire].